# شون ماكاولي
شون ماكاولي (بالإنجليزية: Sean McAuley)‏ هو لاعب كرة قدم ومدرب كرة قدم بريطاني، ولد في 23 يونيو 1972 في شفيلد في المملكة المتحدة. لعب مع سانت جونستون وسكونثورب يونايتد ومانشستر يونايتد ونادي تشيسترفيلد ونادي روتشديل ونادي سكاربورو ونادي هارتلبول يونايتد ونادي هاليفاكس تاون.